# フェルナンド・イエロ
フェルナンド・ルイス・イエロ（Fernando Ruiz Hierro, 1968年3月23日 - ）は、スペイン・ベレス＝マラガ出身の元サッカー選手、現サッカー指導者。元スペイン代表。現役時代のポジションはディフェンダー（センターバック）、ミッドフィールダー（守備的ミッドフィールダー）。
競り合いや空中戦に強く、長きにわたってスペイン代表やレアル・マドリードの守備の要として活躍した。身長187cmと大型のディフェンダーであったが、フィジカルだけではなく繊細なテクニックも特徴的であった。フリーキックやペナルティーキックも得意で、スペイン代表での通算得点数はラウルに抜かれるまで歴代1位だったほか、1991-92シーズンはリーグ21得点を挙げてマノロに次ぐ得点ランク2位となった。また、スペイン代表やレアル・マドリードのキャプテンとして優れたリーダーシップが評価されていた。
兄のマヌエルもサッカー選手でセンターバックをしており、マラガCFやレアル・バリャドリードなどに所属してプリメーラ・ディビシオンで174試合に出場している。

## クラブ経歴
1968年3月23日、マラガ県のベレス＝マラガに生まれた。地元クラブのベレスでサッカーのキャリアをスタートし、1987-88シーズンにレアル・バリャドリードへ移籍して、1987年10月4日エスパニョール戦にてプリメーラ・ディビシオンにデビューした。
1989-90シーズンにレアル・マドリードへ移籍、DFやボランチとして、5度のリーグ優勝、3度のUEFAチャンピオンズリーグ、2度のインターコンチネンタルカップなど数々のタイトル獲得に貢献した。当初は背番号4を背負いセンターバックでプレーしたが、ミゲル・テンディーリョやナンド・ムニョスが4番を背負ったシーズンには背番号6でプレーすることもあった。
1997年から始まったUEFAクラブ・フットボール・アワードでは、初代の最優秀DFに選ばれた。1991-92シーズンには12月1日エスパニョール戦でハットトリック、4月19日のエスパニョール戦では4ゴールを決めるなど、自己最多の21ゴールを決めた。
マヌエル・サンチス・オンティジュエロが引退した2001年からはクラブでもキャプテンに就任し、強力なメンタリティでクラブの銀河系政策により集められた移籍組とチームの古株組をまとめあげ、チームの精神的支柱となった。更に、展開力に優れていたイエロは、DFラインから豪華なタレントを擁する前線にボールを供給する攻撃の起点の役割を果たした。また、非常に攻撃的なロベルト・カルロスの攻撃参加をフォローするためのDFライン形成やラインコントロールを担い、更に的確なポジショニングから強靭なフィジカルを活かしたマークで、クロード・マケレレ、イバン・エルゲラらと共に攻撃偏重のチームの守備を支えた。2002年3月のレアル・サラゴサ戦においてはハットトリックを達成した。しかし守備陣への低待遇への不満からクラブ側と衝突を繰り返した事や年齢的な衰えから、2002-03シーズン終了後には契約更新のオファーはなかった（同じく守備要員であったマケレレも程なくして移籍している）。そのため、シーズン終了後、契約満了に伴いカタールのアル・ラーヤンSCへ移籍した。
2004-05シーズンにはイングランド・プレミアリーグのボルトン・ワンダラーズFCへ移籍し、再びプレーの場をヨーロッパへと移した。そしてシーズン終了をもって引退を宣言した。最終所属クラブとなったボルトンでは、DFラインではなく、守備的ミッドフィールダーでプレー。既に36歳であったが、レギュラーとして高いパフォーマンスを披露した。イエロ本人の活躍はもちろんだが、UEFAカップの出場権を得たことで選手層の確保が必要だったこともあり、クラブは契約更新のオファーを出したが、イエロは引退を決意した。

## 代表経歴
1989年9月20日に行われたポーランドとの親善試合でスペイン代表デビューし、その後もFIFAワールドカップ4大会で招集された。イタリアW杯では出場機会は無かった。
1993年、ワールドカップ アメリカ大会予選では最終節を前に、アイルランドが勝ち点17、デンマークが勝ち点16、スペインが13であったが、予選最終節のデンマーク戦で決勝ゴールを決め、この結果、デンマークに逆転でワールドカップ出場を決めた。アメリカW杯ではラウンド16のスイス戦で1得点、フランスW杯ではグループリーグ初戦のナイジェリア戦では1ゴール1アシスト、第3戦のブルガリア戦では1ゴール2アシストを決めたが、グループリーグで敗退した。
1998年にアンドニ・スビサレッタからキャプテンを引き継ぎ、日韓W杯ではグループリーグ初戦のスロベニア戦、パラグアイ戦でモゴールを決め、準々決勝まで進出、PK戦の末に韓国に敗れ、その試合が代表最後の試合となった。大会後スペイン代表としては唯一の大会オールスターチームに選出された。
スペイン代表として、通算89キャップ29ゴールの記録を残した。89キャップはスペイン代表における当時のフィールドプレイヤー最多出場数、29ゴールは当時の最多得点数となる。

## 引退後

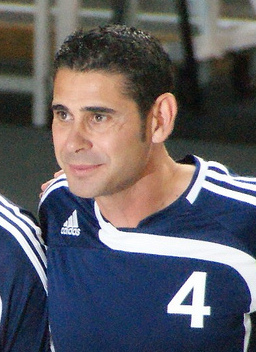
親善試合に臨むイエロ（2008年）

スポーツ関連のマーケティング会社を経て、2007年9月にスペインサッカー連盟（RFEF）初のスポーツディレクターに就任した。スポーツディレクターとしてスペイン代表のUEFA欧州選手権2008、2010 FIFAワールドカップの優勝に尽力した。RFEFより2014年までの契約延長のオファーを受けていたイエロのもとには、レアル・マドリードからもホルヘ・バルダーノの後任として入閣のオファーが届いた。最終的にはRFEF及びレアル・マドリードからのオファーを断り、2011年6月に契約満了となった。
2011年7月、故郷のクラブであるマラガCFのジェネラル・マネージャーに就任した。だが、2012年5月、就任から1年足らずで退団した。
2014年7月、レアル・マドリード・カスティージャの監督に就任したジネディーヌ・ジダンの後任としてレアル・マドリードのトップチームの副監督に就任した。これにより2002-03シーズンに退団して以来のマドリー復帰となった。
2016年6月、セグンダ・ディビシオンのレアル・オビエドの監督就任が発表された。契約期間は1年間でさらに1年間の延長オプション付き。
2017年11月、スペイン代表のスポーツディレクターに就任。
2018年6月13日、レアル・マドリードの監督に就任し代表監督を解任されたフレン・ロペテギの後任として2018 FIFAワールドカップのスペイン代表監督に就任した。グループリーグを1勝2分の1位で通過したものの、決勝トーナメントラウンド16で開催国ロシアにPK戦で敗れ敗退。7月8日に辞任が発表された。在任はわずか25日間であった。また、スポーツディレクターを退任することも合わせて発表された。
2024年6月4日、サウジ・プロリーグのアル・ナスルのスポーツディレクターに就任した。

## 個人成績
| 年度               | クラブ             | 背番号             | リーグ | リーグ | カップ | カップ | 国際カップ | 国際カップ | 合計 | 合計 |
| 年度               | クラブ             | 背番号             | 出場   | 得点   | 出場   | 得点   | 出場       | 得点       | 出場 | 得点 |
| ------------------ | ------------------ | ------------------ | ------ | ------ | ------ | ------ | ---------- | ---------- | ---- | ---- |
| 1987-88            | バリャドリード     | 16                 | 29     | 1      | 0      | 0      | -          | -          | 29   | 1    |
| 1988-89            | バリャドリード     | 16                 | 29     | 2      | 0      | 0      | -          | -          | 29   | 2    |
| バリャドリード合計 | バリャドリード合計 | バリャドリード合計 | 58     | 3      | 0      | 0      | 0          | 0          | 58   | 3    |
| 1989-90            | R・マドリード      | 4                  | 37     | 7      | 5      | 0      | 4          | 0          | 46   | 7    |
| 1990-91            | R・マドリード      | 4                  | 35     | 7      | 3      | 0      | 5          | 1          | 43   | 8    |
| 1991-92            | R・マドリード      | 6                  | 37     | 21     | 7      | 3      | 9          | 2          | 53   | 26   |
| 1992-93            | R・マドリード      | 6                  | 33     | 13     | 8      | 0      | 6          | 5          | 47   | 18   |
| 1993-94            | R・マドリード      | 6                  | 34     | 10     | 3      | 0      | 4          | 1          | 41   | 11   |
| 1994-95            | R・マドリード      | 4                  | 33     | 7      | 2      | 0      | 5          | 0          | 40   | 7    |
| 1995-96            | R・マドリード      | 4                  | 31     | 7      | 4      | 0      | 5          | 1          | 40   | 8    |
| 1996-97            | R・マドリード      | 4                  | 39     | 6      | 6      | 2      | -          | -          | 45   | 8    |
| 1997-98            | R・マドリード      | 4                  | 28     | 3      | 2      | 0      | 10         | 3          | 40   | 6    |
| 1998-99            | R・マドリード      | 4                  | 28     | 6      | 4      | 1      | 8          | 1          | 40   | 8    |
| 1999-00            | R・マドリード      | 4                  | 20     | 5      | 2      | 0      | 14         | 2          | 36   | 7    |
| 2000-01            | R・マドリード      | 4                  | 29     | 5      | 1      | 0      | 13         | 1          | 43   | 6    |
| 2001-02            | R・マドリード      | 4                  | 30     | 5      | 5      | 0      | 14         | 0          | 49   | 5    |
| 2002-03            | R・マドリード      | 4                  | 25     | 0      | 1      | 1      | 12         | 0          | 38   | 1    |
| R・マドリード合計  | R・マドリード合計  | R・マドリード合計  | 439    | 102    | 53     | 7      | 109        | 17         | 601  | 126  |
| 2003-04            | アル・ラーヤン     | 6                  | 19     | 3      | -      | -      | -          | -          | 19   | 3    |
| 2004-05            | ボルトン           | 20                 | 29     | 1      | 0      | 0      | -          | -          | 29   | 1    |
| 通算               | 通算               | 通算               | 545    | 109    | 53     | 7      | 109        | 17         | 707  | 133  |

## 代表歴

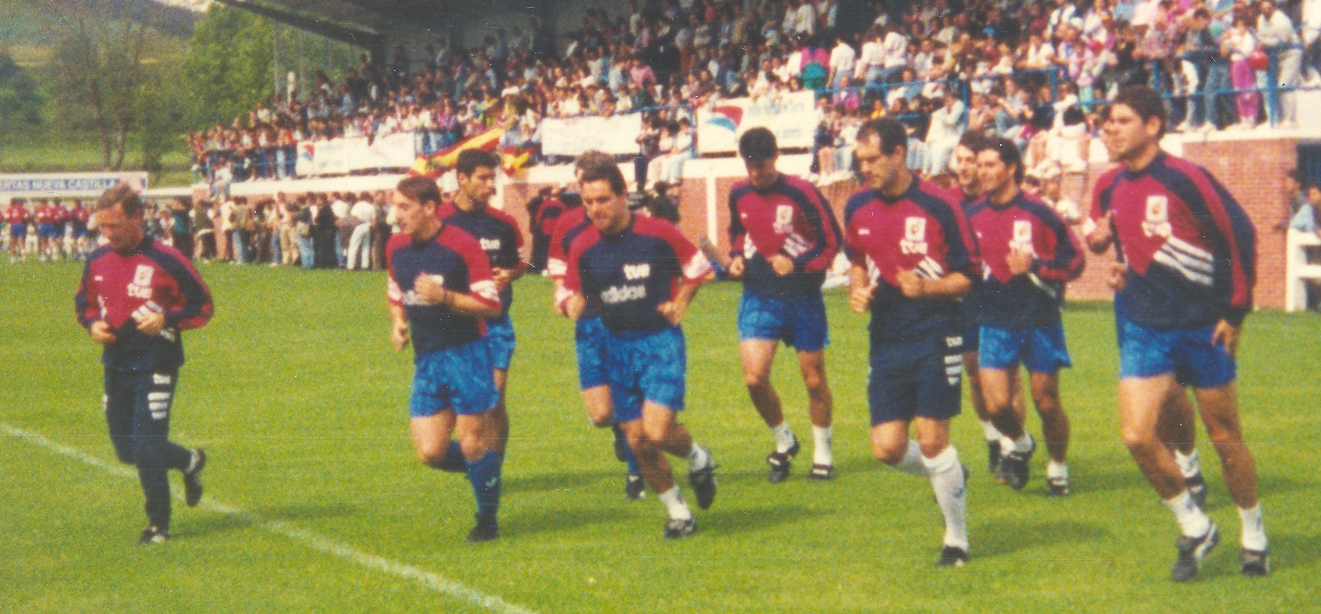
1994年、スペイン代表で練習中のイエロ（右端）

### 出場大会
- 1990 FIFAワールドカップ - ベスト16 (出場せず)
- 1994 FIFAワールドカップ - ベスト8 (4試合1得点)
- EURO1996 - ベスト8 (4試合)
- 1998 FIFAワールドカップ - 1次リーグ敗退 (3試合2得点)
- EURO2000 - ベスト8　(4試合)
- 2002 FIFAワールドカップ - ベスト8　(4試合2得点)

### 試合数
- 国際Aマッチ 89試合 29得点（1989年-2002年）[21]

| スペイン代表 | 国際Aマッチ | 国際Aマッチ |
| 年           | 出場        | 得点        |
| ------------ | ----------- | ----------- |
| 1989         | 2           | 0           |
| 1990         | 1           | 1           |
| 1991         | 4           | 0           |
| 1992         | 6           | 3           |
| 1993         | 6           | 2           |
| 1994         | 13          | 2           |
| 1995         | 7           | 3           |
| 1996         | 9           | 2           |
| 1997         | 6           | 2           |
| 1998         | 7           | 3           |
| 1999         | 6           | 5           |
| 2000         | 9           | 2           |
| 2001         | 7           | 2           |
| 2002         | 6           | 2           |
| 通算         | 89          | 29          |

## 監督成績
2018年7月8日現在
| チーム               | 就任          | 退任          | 記録 | 記録 | 記録 | 記録 | 記録   |
| チーム               | 就任          | 退任          | 試合 | 勝利 | 引分 | 敗戦 | 勝率   |
| -------------------- | ------------- | ------------- | ---- | ---- | ---- | ---- | ------ |
| レアル・オビエド     | 2016年6月8日  | 2017年6月13日 | 43   | 17   | 10   | 16   | 039.53 |
| サッカースペイン代表 | 2018年6月13日 | 2018年7月8日  | 4    | 1    | 3    | 0    | 025.00 |
| 合計                 | 合計          | 合計          | 47   | 18   | 13   | 16   | 038.30 |

## タイトル

### 選手時代

#### クラブ
レアル・マドリード
- プリメーラ・ディビシオン：5回（1989-90、1994-95、1996-97、2000-01、2002-03）
- コパ・デル・レイ：1回（1992-93）
- スーペルコパ・デ・エスパーニャ：4回（1989-90、1990-91、1997-98、2001-02）
- UEFAチャンピオンズカップ：3回（1997-98、1999-2000、2001-02）
- UEFAスーパーカップ：1回（2002）
- トヨタ・ヨーロッパ/サウスアメリカ・カップ：2回（1998、2002）
- コパ・イベロアメリカーナ（1994）

アル・ラーヤンSC
- アミールカップ：1回（2003-04）

#### 個人
- FIFAベストイレブン：3回（1996、1997、1998）
- UEFA年間最優秀DF：1回（1997-98）
- ESMベストイレブン：2回（1996-97、1997-98）
- FIFAワールドカップオールスターチーム：1回（2002）